# Onze danses pour combattre la migraine
Onze danses pour combattre la migraine is een album uit 1977 van de Belgische avant-garde rockband Aksak Maboul. Het was het debuutalbum van de groep, en hoofdzakelijk het werk van mede-oprichter Marc Hollander. Aanvankelijk verscheen de elpee op het onafhankelijk label Kamikaze Records, maar later werd het tweemaal heruitgegeven op Hollanders eigen label Crammed Discs, eerst in 1981 op elpee en in 2003 op cd.
Het album telt elf composities of "dansen" waarin invloeden uit diverse muzikale vormen en genres en diverse culturen zijn verwerkt. Zo bevat het elementen uit geïmproviseerde jazz, folk, elektronische muziek en klassieke muziek. Het is hoofdzakelijk een muzikaal album, met hier een daar stukjes zang.

## Tracks
Alle tracks zijn gecomponeerd door Marc Hollander, uitgezonderd waar anders aangegeven.
Side A
1. Untitled
  1. "Mercredi Matin" – 0:22
  2. "(Mit 1) Saure Gurke (Aus 1 Urwald Gelockt)" – 2:25
2. "Animeaux Velpeau" – 0:34
3. Untitled
  1. "Milano per Caso" (Radoni) – 3:18
  2. "Fausto Coppi Arrive!" – 1:08
  3. "Chanter est Sain" – 3:09
4. "Son of l'Idiot" – 3:20
5. "DBB (Double Bind Baby)" – 3:25
6. "Cuic Steppe" – 4:20
7. "Tout les Trucs Qu'il y a là Dehors" – 1:55

Side B
1. Untitled
  1. "Ciobane" – 0:21
  2. "The Mooche" (Ellington) – 1:35
  3. "Vapona, Not Glue" (Kenis) – 6:40
  4. "Glympz" (Kenis) – 4:49
2. "Three Epileptic Dances" – 2:16
3. "Mastoul Alakefak" – 6:14
4. "Comme on a Dit" (Joris) – 1:15

Op de heruitgave uit 1981 werd een extra track opgenomen, "Mastoul, One Year Later (live)", dat naadloos aansluit op "Mastoul Alakefak". Op de cd-uitgave van 2003 worden beide als een track vermeld.

## Bezetting
- Marc Hollander: keyboards, percussie, drummachine, xylofoon, mandoline, altsaxofoon, fluit, klarinet, basklarinet
- Vincent Kenis: accordeon, gitaar, slidegitaar, basgitaar, keyboards, percussie
- Chris Joris: keyboards, sopraansaxofoon

Gastmusici:
- Paolo Radoni: gitaren op "Milano per Caso"
- Jeannot Gillis: viool op "Milano per Caso"
- Catherine Jauniaux: zang op "Milano per Caso" and "Mastoul Alakefak"
- Lucy Grauman: zang op "Chanter est Sain"
- Ilona Chale: zang op "Chanter est Sain"
- "Juliette": zang op "Tout les Trucs Qu'il y a là Dehors"
- Lee Schloss: sopraansaxofoon op "Comme on a Dit"

Op de aanvullende livetrack verschijnen nog volgende gastmuzikanten:
- Frank Wuyts: keyboards
- Denis Van Hecke: elektrische cello
- Michel Berckmans: fagot
- Geoff Leigh: saxofoon